# Vincenzo Giuseppe Cavallaro
Vincenzo Giuseppe Cavallaro (Cefalù, 12 luglio 1886 – Cefalù, 18 novembre 1961) è stato un fisico italiano.

## Biografia
Si era laureato in Fisica all'Università di Palermo (1913) e cominciò subito a insegnare Fisica generale e complementare presso il "R.Istituto tecnico superiore" di Palermo. Fu chiamato alle armi nella prima guerra mondiale e al suo ritorno insegnò a Cefalù Fisica e Chimica al Liceo "Mandralisca". 
Nel 1921 abbandonò l'insegnamento attivo.
La sua attività si concentrò nelle pubblicazioni su giornali italiani e esteri con un numero di oltre 400 unità. La maggior parte di queste parlavano soprattutto della geometria del triangolo, campo in cui aveva conoscenze vaste e profonde. 
Lasciò un complesso notevole di relazioni metriche, proprietà di confronto e visioni unitarie sulle configurazioni di particolari punti, rette e coniche, legate a triangoli.
È stato uno dei fautori del Museo Mandralisca di Cefalù a cui ha donato le sue carte e i suoi studi dopo la sua morte.